# Nephi (Utah)
La ville de Nephi est le siège du comté de Juab, dans l’Utah, aux États-Unis. Le recensement de 2000 a indiqué une population de 4 733 habitants.
Son nom provient du Livre de Mormon.
Brandon Flowers évoque sa jeunesse dans la ville dans l'album Pressure Machine (2021), de son groupe The Killers.

## Source
- (en) Cet article est partiellement ou en totalité issu de l’article de Wikipédia en anglais intitulé « Nephi, Utah » (voir la liste des auteurs).